# Of Orcs and Men
Of Orcs and Men — відеогра в жанрі фентезі та рольовий бойовик, розроблена Cyanide та Spiders для PlayStation 3, Xbox 360 та ПК. Гнітюча загроза імперії людей нависла над територіями орків та гоблінів. Гоблінів систематично переслідують і винищують, а орків, які не загинули в бою, захоплюють у полон і поневолюють.
Вийшли два приквела під назвами Styx: Master of Shadows (2014) та Styx: Shards of Darkness (2017) з гобліном Стіксом в ролі головного героя.

## Сюжет
Of Orcs and Men дає гравцеві роль елітного солдата орків, Аркаїла, з легендарного легіону, відомого як Криваві Щелепи. Легіон — це ліга воїнів, які беруть активну участь у війні між орками та людьми. Гобліни з одного боку та їхні переслідувачі, людство, з іншого. Як воїн-ветеран, який бачив найжорстокіші битви, гравець отримує призначення від командира «Кривавої щелепи» виконати місію, яка може змінити хід війни, — вбити самого Імператора, людину, відповідальну за кровопролиття. Незабаром до гравця приєднується розумний і хитрий гоблін Стікс, малоймовірний, але незамінний союзник.
Аркаїл і Стікс подорожують по всій імперії, де багато орків були поневолені або стали зрадниками і приєдналися до імперії в її кампанії зі знищення всіх зеленошкірих. Зрештою, вони зустрічають батька Аркаїла, який допомагає опору і планує врятувати Аркенс, чаклунку, яка єдина здатна доставити Аркаїла і Стікса на острів Ламентс, де імператор був зайнятий політичними справами. Аркаїл і Стікс збирають загін орків і штурмують в'язницю, де утримують Аркенс. По дорозі вони вбивають багато охоронців і рятують Аркенс, але ціною життів багатьох орків, і тікають з в'язниці, щоб відплисти на острів Ламентс.
Аркаїл і Стікс нарешті дістаються острова і розправляються з солдатами, які охороняють острівний палац, де Аркаїл знаходить і або вбиває імператора, або спостерігає, як імператора вбиває Барімена, прихильника опору, який насправді хотів, щоб Аркаїл вбив імператора, щоб зійти на трон, заручившись підтримкою ельфів і дворфів у проведенні геноциду зеленошкірих. Їм вдається втекти з острова, але тепер вони опиняються перед обличчям усієї могутності імперії та її нових союзників.
Аркаїл і Стікс повертаються на стіну і планують зруйнувати палац за допомогою вибухівки та вбити Барімена за підтримки батька Аркаїла, Аркенса, а також орків і магів, які перейшли на бік імперії. Дует особисто штурмує палац, пробиваючись крізь солдатів і орків-зрадників, перш ніж дістатися до тронної зали. Потім Аркаїл вбиває Барімена і Великого Інквізитора, який переслідував його і Стікса протягом всієї їхньої подорожі. Палац руйнується від вибухів бомб, а тисячі орків вириваються з-під мурів і прямують до захоплених орками регіонів, щоб жити вільно. Попри те, що імперія здобула нових союзників і налаштована на відплату, орки мають більше шансів перемогти у війні, а Аркаїл і Стікс тепер сподіваються, що майбутнє складеться краще для них і для всіх тих, хто був пригноблений імперією.

## Ігровий процес
Використовуючи свої природні риси, обидва персонажі мають власні дерева навичок для розвитку. У той час як орк зосереджується на силі, що демонструє його неймовірну міць, гоблін отримає вигоду від темних сил і здібностей до скритності, що робить його ідеальним вбивцею.

## Прийом
- Metacritic PC: 69/100[4]
- PS3: 57/100[5]
- Metacritic Xbox 360: 64/100[6]
- Destruct PC: 8/10[7]
- EuroG Xbox 360: 8/10[8]
- GSpot PC: 7/10[9]
- RPGamer Playstation 3: 2.0/5[10]
- DigitallyDownloaded Playstation 3: 3.5/5[11]